# Carnide (Pombal)
Pour les articles homonymes, voir Carnide.
Carnide est une freguesia portugaise située dans le District de Leiria.
Avec une superficie de 22,93 km2 et une population de 1 722 habitants (2001), la paroisse possède une densité de 75,1 hab/km2.